# Yaginumaella
Yaginumaella Prószynski, 1979 è un genere di ragni appartenente alla famiglia Salticidae.

## Etimologia
Il genere è stato così denominato in onore dell'aracnologo giapponese Takeo Yaginuma (1916-1995)

## Distribuzione
Le 41 specie oggi note di questo genere sono diffuse in diverse località dell'Asia centrale e porientale: ben 21 specie sono endemiche del solo Bhutan.

## Tassonomia
La specie tipo, analizzata da Prószynski nel determinare l'autonomia di questo genere, è stata Pellenes ususudi Yaginuma, 1972; inizialmente e fino al 1976 questo termine è stato pubblicato come nomen nudum. Secondo Zabka, in uno studio del 1985, potrebbe essere un sinonimo più recente di Ptocasius Simon, 1885.
A dicembre 2010, si compone di 41 specie:
1. Yaginumaella badongensis Song & Chai, 1992 — Cina
2. Yaginumaella bhutanica Zabka, 1981 — Bhutan
3. Yaginumaella bilaguncula Xie & Peng, 1995 — Cina
4. Yaginumaella bulbosa Peng, Tang & Li, 2008 — Cina
5. Yaginumaella cambridgei Zabka, 1981 — Bhutan
6. Yaginumaella falcata Zhu, Zhang, Zhang & Chen, 2005 — Cina
7. Yaginumaella flexa Song & Chai, 1992 — Cina
8. Yaginumaella gogonaica Zabka, 1981 — Bhutan
9. Yaginumaella helvetorum Zabka, 1981 — Bhutan
10. Yaginumaella hybrida Zabka, 1981 — Bhutan
11. Yaginumaella hyogoensis Bohdanowicz & Prószynski, 1987 — Giappone
12. Yaginumaella incognita Zabka, 1981 — Bhutan
13. Yaginumaella intermedia Zabka, 1981 — Bhutan
14. Yaginumaella lobata Peng, Tso & Li, 2002 — Taiwan
15. Yaginumaella longnanensis Yang, Tang & Kim, 1997 — Cina
16. Yaginumaella lushiensis Zhang & Zhu, 2007 — Cina
17. Yaginumaella medvedevi Prószynski, 1979 — Russia, Cina, Corea
18. Yaginumaella montana Zabka, 1981 — Cina, Bhutan
19. Yaginumaella nanyuensis Xie & Peng, 1995 — Cina
20. Yaginumaella nepalica Zabka, 1980 — Cina, Nepal
21. Yaginumaella nobilis Zabka, 1981 — Bhutan
22. Yaginumaella nova Zabka, 1981 — Bhutan
23. Yaginumaella orientalis Zabka, 1981 — Bhutan
24. Yaginumaella originalis Zabka, 1981 — Birmania
25. Yaginumaella pilosa Zabka, 1981 — Bhutan
26. Yaginumaella senchalensis Prószynski, 1992 — India
27. Yaginumaella silvatica Zabka, 1981 — Bhutan
28. Yaginumaella simoni Zabka, 1981 — Bhutan
29. Yaginumaella stemmleri Zabka, 1981 — Bhutan
30. Yaginumaella strandi Zabka, 1981 — Bhutan
31. Yaginumaella striatipes (Grube, 1861)[2] — Russia, Giappone
32. Yaginumaella supina Zabka, 1981 — Bhutan
33. Yaginumaella tenella Zabka, 1981 — Bhutan
34. Yaginumaella tenzingi Zabka, 1980 — Nepal
35. Yaginumaella thakkholaica Zabka, 1980 — Cina, Nepal
36. Yaginumaella thimphuica Zabka, 1981 — Bhutan
37. Yaginumaella urbanii Zabka, 1981 — Bhutan
38. Yaginumaella variformis Song & Chai, 1992 — Cina
39. Yaginumaella versicolor Zabka, 1981 — Bhutan
40. Yaginumaella wangdica Zabka, 1981 — Bhutan
41. Yaginumaella wuermli Zabka, 1981 — Bhutan, Cina